# Achva
Achva (hebrejsky אַחֲוָה, doslova „Bratrství“, v oficiálním přepisu do angličtiny Ahawa, přepisováno též Ahva) je vesnice v Izraeli, v Jižním distriktu, v Oblastní radě Be'er Tuvja.

## Geografie
Leží v nadmořské výšce 62 metrů v pobřežní nížině, v regionu Šefela.
Obec se nachází 14 kilometrů od břehu Středozemního moře, cca 36 kilometrů jižně od centra Tel Avivu, cca 44 kilometrů jihozápadně od historického jádra Jeruzalému a 2 kilometry severovýchodně od Kirjat Mal'achi. Achvu obývají Židé, přičemž osídlení v tomto regionu je etnicky převážně židovské.
Achva je na dopravní síť napojena pomocí dálnice číslo 3, která tu probíhá zároveň pod označením dálnice číslo 40.

## Dějiny
Achva byla založena v roce 1976. Podle jiného zdroje došlo k jejímu vzniku už roku 1974. Byla zřízena jako spádové centrum pro okolní zemědělské vesnice. Fungují tu sportovní areály, plavecký bazén, zdravotní středisko a školský areál Vysoká škola Achva.
Necelý kilometr jihozápadně od obce stávala do roku 1948 arabská vesnice Kastina, opuštěná během války za nezávislost.

## Demografie
Podle údajů z roku 2014 tvořili naprostou většinu obyvatel v Achvě Židé (včetně statistické kategorie "ostatní", která zahrnuje nearabské obyvatele židovského původu ale bez formální příslušnosti k židovskému náboženství).
Jde o menší obec vesnického typu s dlouhodobě kolísající populací. K 31. prosinci 2014 zde žilo 252 lidí. Během roku 2014 populace stoupla o 53,7 %. Věková skladba populace není příznivá. Roku 2013 zde byl druhý nejnižší podíl obyvatelstva ve věku do 17 let ze všech sídel vesnického charakteru v Izraeli (jen 9,9 % z celkové populace obce).
| Rok            | 1983 | 1995 | 2001 | 2003 | 2004 | 2005 | 2006 | 2007 | 2008 | 2009 | 2010 | 2011 | 2012 | 2013 | 2014 |
| -------------- | ---- | ---- | ---- | ---- | ---- | ---- | ---- | ---- | ---- | ---- | ---- | ---- | ---- | ---- | ---- |
| Počet obyvatel | 122  | 180  | 237  | 254  | 246  | 255  | 256  | 253  | 266  | 159  | 167  | 191  | 168  | 164  | 252  |